# Polydesmus barberii
Polydesmus barberii är en mångfotingart som beskrevs av Robert Latzel 1889. Polydesmus barberii ingår i släktet Polydesmus och familjen plattdubbelfotingar. Inga underarter finns listade i Catalogue of Life.